# Археолошка колекција метро станице Синтагма
Археолошка колекција метро станице Синтагма је музеј у Атини, Грчка. Налази се на горњем спрату централне метро станице Синтагма и садржи предмете од ранохеладског до касно-византијског периода откривене током процеса изградње метроа. Улаз на горњи спрат се не наплаћује.